# Human Power Team Delft & Amsterdam

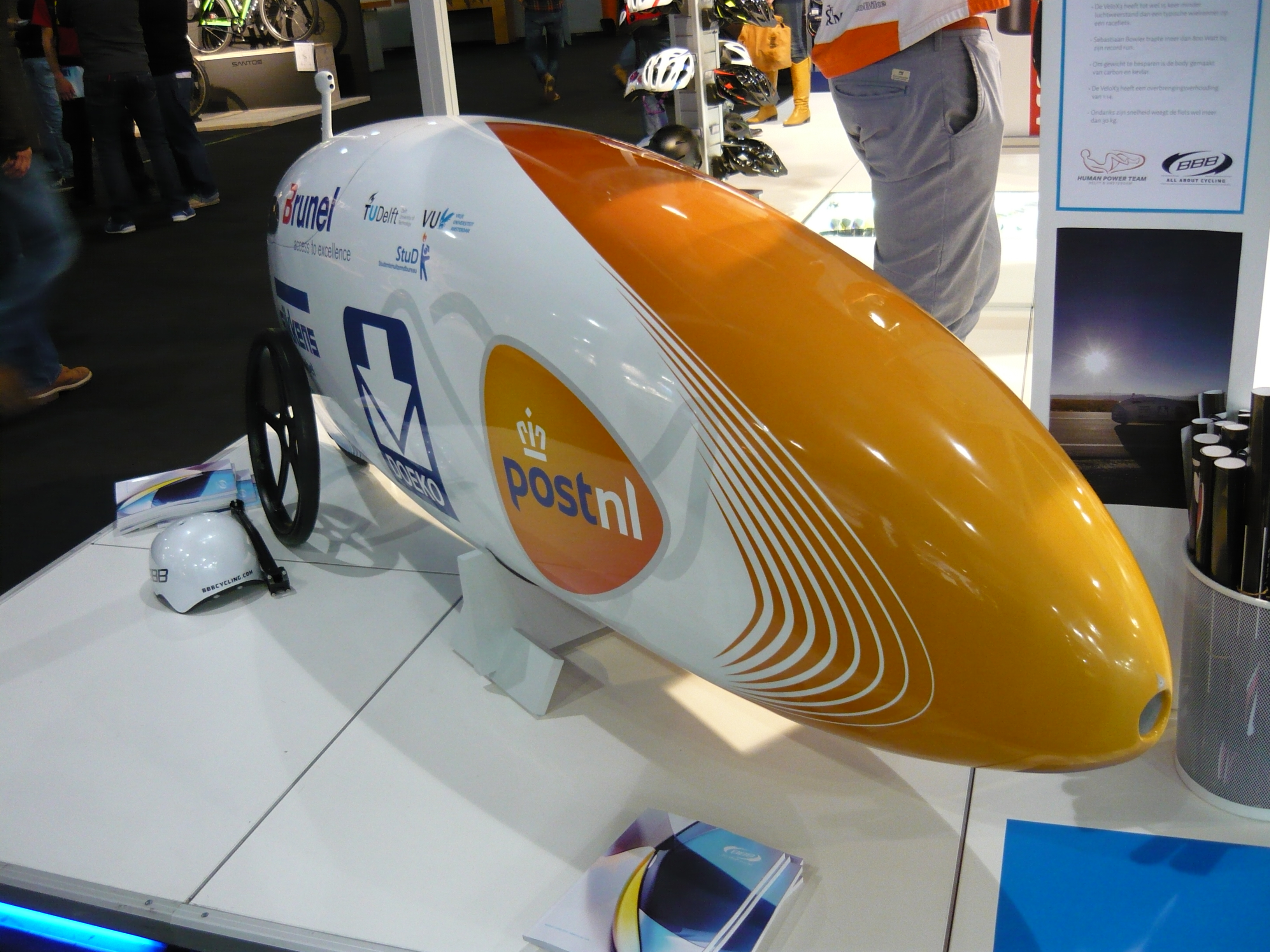
VeloX 3 waarmee Bowier in 2013 het wereldrecord 200 meter vliegende sprint verbrak.

Het Human Power Team Delft & Amsterdam of kortweg Human Power Team is een Nederlands team dat aerodynamische ligfietsen ontwikkelt en racet in wedstrijden georganiseerd door de International Human Powered Vehicle Association (IHPVA). Het team bestaat uit studenten van de Technische Universiteit Delft en de Vrije Universiteit Amsterdam en is actief sedert 2010, sindsdien won het viermaal de World Human Powered Speed Challenge. In september 2013 werd het Human Power Team wereldnieuws toen Sebastiaan Bowier met 133,78 km/u een nieuw wereldsnelheidsrecord voor mensaangedreven voertuigen vestigde. Op 9 september 2019 werd het wereldrecord voor dames door Rosa Bas verbroken met een snelheid van 122,18 km/u. Enkele dagen later werd dit record alweer verbroken door Ilona Peltier van de Annecy University Institute of Technology met een snelheid van 126,52 km/u. In 2020 kondigde het team aan in de toekomst geen nieuwe projecten meer te starten, een gevolg van de coronapandemie.

## Teamfilosofie

### Samenstelling
Ieder academisch jaar wisselt het team van samenstelling. Op dit moment bestaat het uit ongeveer 20 studenten, waarvan het grootste deel aan de TU Delft studeert. Een kwart komt van de Faculteit Bewegingswetenschappen van de VU Amsterdam. De technische studenten werken aan de technologische ontwikkeling van de fiets, terwijl de Amsterdamse studenten onder andere rennerselectie en training verzorgen. Volgens de IHPVA-reglementen hoeven de renners zelf niet per se studenten te zijn, al is dat op dit moment wel het geval.

### Doel
Het Human Power Team wil in de eerste plaats een leerervaring vormen voor zijn teamleden. Het breken van het wereldsnelheidsrecord voor mensaangedreven voertuigen is een enorme multidisciplinaire uitdaging, door deze aan te gaan ontwikkelen de studenten waardevolle vaardigheden die in het curriculaire universiteitsprogramma minder aan bod komen. Denk hierbij aan projectmanagement, communicatie en teamwork.

## Geschiedenis

### VeloX 1 en Europees record (2010-2011)
De allereerste fiets ontwikkeld door het Human Power Team bestond uit een stijf, zelfstandig te gebruiken koolstofvezel frame, ingesloten in een nauwkeurig ontworpen kap met verticale splitsing om de luchtweerstand te minimaliseren. Op de World Human Powered Speed Challenge 2011 behaalde renner Sebastiaan Bowier in de VeloX 1 een snelheid van 129,61 km/u, goed voor een eerste plaats op de 200 meter sprint vliegende start (mannen), een Europees snelheidsrecord en een studentensnelheidsrecord. Op 1 augustus 2011 zette Pieter Hollebrandse met de VeloX het Nederlandse IHPVA uurrecord op 88,4 km.

### VeloX 2 (2011-2012)
De VeloX 2 bevatte een aantal belangrijke innovaties. Twee van de meest opmerkelijke waren de introductie van een elliptisch trapsysteem, wat toeliet de kap spitser te maken, en een camerasysteem ter vervanging van de voorruit. Mede als gevolg van deze riskante nieuwe systemen is de VeloX 2 er niet in geslaagd het record van in 2011 te verbeteren. Op de World Human Powered Speed Challenge 2012 kwam Sebastiaan Bowier zwaar ten val, later in de week pakte hij met 128,94 km/u wel opnieuw de titel op de 200 meter sprint vliegende start. De tweede fietser van het team, oud-schaatser Jan Bos, wist een persoonlijk record van 126,5 km/u neer te zetten.

### VeloX 3 en wereldrecord (2012-2013)
In de VeloX 3 werd behouden wat werkte: een koolstofvezel monocoque constructie en het camerasysteem. Voor de aandrijving werd er weer gebruikgemaakt van een cirkelvormig crankstel, nu in combinatie met achterwielaandrijving en een tweetraps versnellingssysteem. Nieuwe radiaalbanden moesten de rolweerstand tot een minimum beperken. Dit bleek een succesvolle combinatie: op 14 september 2013 brak Nederlander Sebastiaan Bowier met 133,78 km/u in de VeloX 3 het wereldsnelheidsrecord voor mensaangedreven voertuigen, dat voorheen op naam stond van de Canadees Sam Whittingham. Tevens betekende dit een overwinning op de World Human Powered Speed Challenge 2013.

### VeloX 4 (2013-2014)
In een poging nog sneller te gaan werd de VeloX IV ontwikkeld. Het ontwerp werd gekenmerkt door een nieuwe aerodynamische vorm, met wisselende resultaten. De renners voor 2013-2014 werden Rik Houwers en Christien Veelenturf, met Veelenturf had het team voor het eerst zicht op het vrouwensnelheidsrecord dat nu op naam staat van Barbara Buatois. Op de World Human Powered Speed Challenge 2014 won Houwers uiteindelijk met 132,26 km/u de 200 meter sprint vliegende start, Veelenturf eindigde met 110,75 km/u op een derde plek bij de dames.

### VeloX 5 (2014-2015)
Het team heeft in december 2014 aangekondigd opnieuw het wereldsnelheidsrecord te willen aanvallen op de World Human Powered Speed Challenge 2015. Het ontwerp en de renners voor de VeloX V werden op 19 maart 2015 onthuld. De VeloX V ging bij de race in september 2015 niet zo snel als gepland vanwege stabiliteitsproblemen.

### VeloX 6 (2015-2016)
Ondanks de tegenslag in september 2015 heeft het team laten weten alsnog voor het wereldsnelheidsrecord te willen herpakken in september 2015.

### VeloX 7 (2016-2017)
Op de World Human Powered Speed Challenge 2017 won Aniek Rooderkerken met 121.5 km/u de 200 meter sprint vliegende start en verhoogde daarmee het Nederlands snelheidsrecord. Iris Slappendel fietste 115 km/u en werd tweede.

### VeloX 8 (2017-2018)
Op de World Human Powered Speed Challenge deed het team mee met twee vrouwen. De winnende tijd werd neergezet.

### VeloX 9 (2018-2019)
Op de World Human Powered Speed Challenge reden Jennifer Breet en Rosa Bas. Op 8 september 2019 reed Rosa Bas een nieuw wereldrecord met een snelheid van 122.18 km/u.

### VeloX TX (2019-2020)
Op 18 oktober 2019 maakte het Human Power Team bekend dat jaar een tandem ligfiets te maken met de naam VeloX TX. Dit betekende dat het team voor het eerst in haar geschiedenis geen eenpersoons ligfiets maakte. Als gevolg van de wereldwijde coronapandemie kwam de productie van de fiets halverwege maart 2020 stil te liggen. Nadat de WHPSC 2020 werd afgelast en verder perspectief op een nieuwe race ontbrak besloot het team om de VeloX TX niet af te maken. Eind 2020 werd ook een streep gezet door toekomstige projecten, waardoor het Human Power Team na 10 jaar ophield te bestaan.

## Resultaten
2011
- Europees en studenten snelheidsrecord (129,61 km/u, Sebastiaan Bowier)[11]
- Eerste plaats heren WHPSC (129,61 km/u, Sebastiaan Bowier)[1]
- Nederlands uurrecord (88,4 km/u, Pieter Hollebrandse)[12]

2012
- Eerste plaats heren WHPSC (128,94 km/u, Sebastiaan Bowier)[2]

2013
- Wereldsnelheidsrecord (133,78 km/u, Sebastiaan Bowier)[5][6]
- Eerste plaats heren WHPSC (133,78 km/u, Sebastiaan Bowier)[3]

2014
- Eerste plaats heren WHPSC (132,26 km/u, Rik Houwers)[4]
- Derde plaats dames WHPSC (110,75 km/u, Christien Veelenturf)[4]

2019
- Wereldsnelheidsrecord dames WHPSC (122,12 km/u, Rosa Bas)[7]